# 第1特殊武器防護隊
第1特殊武器防護隊（だいいちとくしゅぶきぼうごたい、1st Nuclear Biological Chemical Weapon Defense Unit）は、陸上自衛隊練馬駐屯地に駐屯する第1師団隷下の化学科部隊である。

## 概要
隊長は2等陸佐が充てられ、放射性物質や生物・化学などの特殊な武器での攻撃などに対しての防護を担任する第1師団で唯一の対特殊武器専門部隊として、特殊武器での被害状況の偵察、判別などの分析、それらの汚染を無害化する除染などの特殊武器防護に関する任務を行う。

## 沿革
第1師団司令部付隊化学防護小隊
- 1992年（平成4年）3月27日：第1師団近代化改編に伴い第1師団司令部付隊（大宮駐屯地）に化学防護小隊を新編。
- 1995年（平成7年）3月20日：午後12時50分鈴木東京都知事（当時）から陸上自衛隊第1師団長　杉田明傑陸将（当時）に対し「地下鉄霞ヶ関駅構内の有毒ガス除去のため自衛隊の災害派遣」を要請。これにより、化学防護小隊が73式小型トラック＋1/4tトレーラー1両、除染車3型（Ｂ）1両、化学防護小隊長以下6名が第1波として出動。午後1時30分、霞ヶ関駅に到着、偵察（ガス検知器2型でサリンを検知）そして除染作業を行った。

第1化学防護隊
- 2002年（平成14年）3月27日：政経中枢師団改編に伴い、第1化学防護隊を大宮駐屯地に新編。

第1特殊武器防護隊
- 2010年（平成22年）3月26日：第1化学防護隊（大宮駐屯地）を第1特殊武器防護隊に改編。

## 部隊編成
- 第1特殊武器防護隊本部
- 偵察小隊
- 除染小隊
- 監視班

車両表示は、「1特防」

## 主要装備
- 化学防護車
- NBC偵察車
- 粉末散布車
- 発煙機３形
- 89式5.56mm小銃
- 88式鉄帽
- 防弾チョッキ3型